# CRエル・サルバドール
クルブ・デ・ラグビー・エル・サルバドール（西: Club de Rugby El Salvador）は、スペインのカスティーリャ・イ・レオン州バリャドリッド県バリャドリッドに本拠地を置くラグビーユニオンクラブ。2019-20シーズンはディビシオン・デ・オノール（1部）に所属。ホームスタジアムはエスタディオ・ペペ・ロホ。

## 概要
スペインを代表する強豪クラブであり、ディビシオン・デ・オノール（1部）を7回、コパ・デル・レイを6回、スーペルコパ・デ・エスパーニャを5回制している。
チームカラーは黒色と白色。

## 歴史
1960年創設。
2003-04シーズンには欧州チャレンジカップに出場し、1回戦でイングランド・プレミアシップのハーレクインズに敗れた。クラブの歴史上はじめてヨーロッパカップ戦に参加したのがこのシーズンである。
2006-07シーズンにはディビシオン・デ・オノール、コパ・デル・レイ、スーペルコパ・デ・エスパーニャの国内3冠を達成した。2007-08シーズンにはディビシオン・デ・オノールとスーペルコパ・デ・エスパーニャの国内2冠を達成した。
2010-11シーズンの欧州チャレンジカップではイタリア・エッチェッレンツァのペトラルカ・パドヴァにホームで勝利したが、グループステージでは1勝5敗に終わり敗退した。

## タイトル
- ディビシオン・デ・オノール: 8回
  - 1990-91, 1997-98, 2002-03, 2003-04, 2006-07, 2007-08, 2009-10, 2015-16
- コパ・デル・レイ（英語版）: 7回
  - 1993, 1999, 2005, 2006, 2007, 2011, 2016
- スーペルコパ・デ・エスパーニャ（英語版）: 6回
  - 2003, 2004, 2005, 2006, 2007, 2018
- コパ・イベリカ: 4回
  - 1992, 1999, 2004, 2005

## 歴代所属選手
- ビセンテ・デル・ホヨ